# Condado de Ouray
El condado de Ouray (en inglés: Ouray County), fundado en 1877, es uno de los 64 condados del estado estadounidense de Colorado. En el año 2000 tenía una población de 3742 habitantes con una densidad poblacional de 3 personas por km². La sede del condado es Ouray. El condado es conocido como "la Suiza de América".

## Geografía
Según la Oficina del Censo, el condado tiene un área total de 1404 km² (542,1 mi²), de la cual 1400 km² (540,5 mi²) es tierra y 5 km² (1,9 mi²) (0.32%) es agua.

### Condados adyacentes
- Condado de Montrose - norte
- Condado de Gunnison - noreste
- Condado de Hinsdale - sureste
- Condado de San Juan - sur
- Condado de San Miguel - suroeste

## Demografía
En el 2000 la renta per cápita promedia del condado era de $42 019, y el ingreso promedio para una familia era de $49 776. En 2000 los hombres tenían un ingreso per cápita de $35 141 versus $26 176 para las mujeres. El ingreso per cápita para el condado era de $24 335. Alrededor del 7.20% de la población estaba bajo el umbral de pobreza nacional.

## Ciudades y pueblos
- Dallas
- Loghill Village
- Ouray
- Ridgway